# ارنست لاسلو
ارنست لاسلو (مجاری: Laszlo Ernest؛ ‏ ۲۳ آوریل ۱۸۹۸ – ۶ ژانویهٔ ۱۹۸۴) فیلم‌بردار اهل مجارستان بود.
از فیلم‌هایی که وی در آن‌ها نقش داشته‌است، می‌توان به سوارکاری در اوج اشاره نمود.
وی همچنین برنده جوایزی همچون جایزه اسکار بهترین فیلمبرداری شده‌است.